# الساندرو مومسو
الساندرو مومسو (انگلیسی: Alessandro Momesso؛ زادهٔ) بازیکن فوتبال است.